# Ollie Halsall
Peter John Halsall, detto Ollie (Southport, 14 marzo 1949 – Madrid, 29 maggio 1992), è stato un chitarrista inglese.
È conosciuto per il suo lavoro con i Rutles, con i Patto, con i Timebox, con i Tempest e con i Boxer e per la sua collaborazione con Kevin Ayers. È conosciuto anche per essere stato uno dei pochi suonatori di vibrafono nel rock.
Halsall è scomparso a Madrid nel 1992 all'età di 43 anni a causa di un'overdose di eroina.

## Discografia

### Con Mike Patto
- 1967 - The Dream Anthology (Timebox)
- 1970 - Patto (Patto)
- 1971 - Hold Your Fire (Patto)
- 1972 - Roll Em, Smoke Em, put another line out (Patto)
- 1975 - Below the Belt (Boxer)
- 1979 - Bloodletting (Boxer)

### Con Kevin Ayers
- 1974 - The Confessions of Dr. Dream and Other Stories
- 1974 - June 1, 1974 (con Nico, John Cale e Brian Eno)
- 1975 - Sweet Deceiver
- 1976 - Yes We Have No Mañanas (So Get Your Mañanas Today)
- 1978 - Rainbow Takeaway
- 1980 - That's What You Get Babe
- 1983 - Diamond Jack and the Queen of Pain
- 1984 - Deià...Vu
- 1986 - As Close As You Think
- 1988 - Falling Up
- 1992 - Still Life with Guitar

### Altri album
- 1972 - Tempest (Tempest)
- 1973 - Living in Fear (Tempest)
- 1996 - The Rutles Archaeology (The Rutles)